# Schwedische Badmintonmeisterschaft 2015
Die Schwedische Badmintonmeisterschaft 2015 fand vom 6. bis zum 8. Februar 2015 in Uddevalla statt.

## Medaillengewinner
| Disziplin    | Gold                         | Silber                     | Bronze                              |
| ------------ | ---------------------------- | -------------------------- | ----------------------------------- |
| Herreneinzel | Gabriel Ulldahl              | Magnus Sahlberg            | Mikael Westerbäck                   |
| Herreneinzel | Gabriel Ulldahl              | Magnus Sahlberg            | Mathias Borg                        |
| Dameneinzel  | Ellinor Widh                 | Johanna Magnusson          | Elin Svensson                       |
| Dameneinzel  | Ellinor Widh                 | Johanna Magnusson          | Lovisa Johansson                    |
| Herrendoppel | Richard Eidestedt Tim Foo    | Mathias Borg Andi Hartono  | Filip Myhrén Jonathan Nordh         |
| Herrendoppel | Richard Eidestedt Tim Foo    | Mathias Borg Andi Hartono  | Magnus Sahlberg Mattias Wigardt     |
| Damendoppel  | Clara Nistad Moa Sjöö        | Klara Johansson Ebba Strid | Hanna Sidvall Sara Louise Wittström |
| Damendoppel  | Clara Nistad Moa Sjöö        | Klara Johansson Ebba Strid | Emma Karlsson Johanna Magnusson     |
| Mixed        | Nico Ruponen Amanda Högström | Morgan Lidman Moa Sjöö     | Kristoffer Lundqvist Amanda Wallin  |
| Mixed        | Nico Ruponen Amanda Högström | Morgan Lidman Moa Sjöö     | Sebastian Gransbo Clara Nistad      |